# Теренкара
Теренкара (каз. Тереңқара) — село в Талгарском районе Алматинской области Казахстана. Входит в состав Кайнарского сельского округа. Код КАТО — 196247800.

## Население
В 1999 году население села составляло 385 человек (236 мужчин и 149 женщин). По данным переписи 2009 года, в селе проживало 278 человек (146 мужчин и 132 женщины).